# Metapone gracilis
Metapone gracilis is een mierensoort uit de onderfamilie van de Myrmicinae. De wetenschappelijke naam van de soort is voor het eerst geldig gepubliceerd in 1935 door Wheeler, W.M..